# Eardisland
Eardisland est une paroisse civile et un village du Herefordshire, en Angleterre.